# Didymocantha robusta
Didymocantha robusta là một loài bọ cánh cứng trong họ Cerambycidae.